# Baoruco
Baoruco est l'une des 32 provinces de la République dominicaine. Son chef-lieu est Neiba. Elle est limitée à l'ouest et au sud par la province d'Independencia, au nord par la province de San Juan, et au sud-est par celle de Barahona.